# (2285) Ron Helin
(2285) Ron Helin (1976 QB) – planetoida z pasa głównego asteroid okrążająca Słońce w ciągu 3,31 lat w średniej odległości 2,22 au. Odkryta 27 sierpnia 1976 roku.